# СофтПрес
Видавничий дім «СофтПрес» — один з найбільших видавничих домів України, заснований 1 листопада 1995 року, що спеціалізується в галузі інформаційно-комунікаційних технологій, бізнес-для-бізнесу-проектів та інтернету.

## Проекти
Серед проектів ВД «СофтПрес»:
- журнали hi-Tech PRO, hi-Tech Мир связи, hi-Tech Мій комп'ютер, hi-Tech у школі, додаток hi-Tech DVD,
- В2В-видання Телеком, Телемир, SMART, ММ Гроші і Технології, Панорама ринку,
- літературний проект Реальність фантастики,
- газети Channel Partner, ДК-Зв'язок і Читай!,
- каталог Навігатор,
- сайти hi-Tech.ua, ITware.

## Ключові люди
Шнурко́-Табако́ва Елліна Володимирівна — підприємець (вебстудія «Internet Consulting & Communication Ltd», PR-агентство «4 Сектор», консалтингова компанія «Центр бізнес-технологій ТОТ»), видавець журналів і газет в області інформаційних технологій, телекомунікацій, промисловості, ландшафтного дизайну та архітектури (медіахолдинг «СофтПрес»), громадський діяч (голова ІТ-комітету Американської торговельної палати в Україні, ревізійної комісії Української асоціації видавців періодичної преси, експертної ради Військ зв'язку Збройних сил України, комітету з питань свободи слова Інтернет асоціації України) та блоґер («Українська правда», Еспресо TV, hiTech). Глава медіахолдингу «СофтПрес», фахівець з міжнародного видавництва і журналістики. Нагороджена грамотою Верховної Ради України за заслуги перед українським народом «за внесок у розвиток інформаційного суспільства в Україні», нагрудними знаками Начальника Генерального штабу України «За заслуги перед Збройними Силами України» і «Війська зв'язку збройних сил України», медаллю ВО «Країна» «За гідність та патріотизм».